# Fichtwald

Fichtwald  est une commune de Brandebourg (Allemagne), située dans l'arrondissement d'Elbe-Elster.